# 高根沢郵便局
高根沢郵便局（たかねざわゆうびんきょく）は栃木県塩谷郡高根沢町にある郵便局。民営化前の分類では集配普通郵便局であった。

## 概要
住所：〒329-1299 栃木県塩谷郡高根沢町大字宝積寺2324-6
民営化直前の集配業務再編において、多くの集配普通郵便局は統括センターとなったが、当局は配達センターとされたため、民営化後も郵便事業株式会社の支店は併設されず、集配センターが併設された。

## 沿革
- 1904年（明治37年）12月10日 - 宝積寺（ほうしゃくじ）郵便局（三等）として開設[1]。
- 1970年（昭和45年）11月27日 - 電話交換業務を氏家電報電話局に移管。同日、熟田郵便局から和文電報配達業務の一部[2]を移管[3]。
- 1983年（昭和58年）10月1日 - 南高根沢郵便局[4]から和文電報配達業務の一部[5]を移管。
- 2000年（平成12年）8月1日 - 特定郵便局から普通郵便局に局種別改定するとともに、高根沢郵便局に改称。
- 2006年（平成18年）3月25日 - 上高根沢簡易郵便局の一時閉鎖[6]に伴い、取扱事務を承継[7]。
- 2007年（平成19年）10月1日 - 民営化に伴い、併設された郵便事業宇都宮東支店高根沢集配センターに一部業務を移管。
- 2012年（平成24年）10月1日 - 日本郵便株式会社発足に伴い、郵便事業宇都宮東支店高根沢集配センターを高根沢郵便局に統合。

## 取扱内容
- 郵便、印紙、ゆうパック、内容証明
- 貯金、為替、振替、振込、国際送金、国債、投資信託
- 生命保険、バイク自賠責保険、自動車保険
- ゆうちょ銀行ATM
- 「329-12xx」区域（塩谷郡高根沢町内）の集配業務

## 周辺
- 高根沢町役場
- 高根沢町図書館
- 国道4号
- 鬼怒川

## アクセス
- 東日本旅客鉄道（JR東日本）東北本線（宇都宮線）・烏山線 宝積寺駅から南東へ約1.3km（徒歩約16分）
- 東野交通バス 宝積寺団地入口停留所
- 東北自動車道 宇都宮ICから東へ約19km
- 駐車場あり：15台